# Ireneusz Machnicki
Ireneusz Machnicki (ur. 20 października 1966) – polski aktor teatralny i filmowy oraz lektor.

## Życiorys
W 1991 roku ukończył studia (Studio Wokalno-Aktorskie im. D. Baduszkowej przy Teatrze Muzycznym w Gdyni). W latach 1990–1992 był aktorem i śpiewakiem Estrady Bałtyckiej w Gdańsku. W latach 1992–1994 występował w Teatrze im. Wilama Horzycy w Toruniu. Od 1994 roku chórzysta Państwowej Opery Bałtyckiej w Gdańsku. 

## Filmografia

### Aktor

#### Filmy i seriale telewizyjne
- 1988–1991: Pogranicze w ogniu – oficer SS
- 1989: Gdańsk 39 – celnik
- 2000: Klan – doktor Sulima
- 2000–2006: Na dobre i na złe – policjant Franek (odc. 48, 50 i 280)
- 2001: Adam i Ewa – policjant
- 2001: Marszałek Piłsudski – więzień (odc. 1)
- 2001: Przeprowadzki – lotnik na ławce (odc. 9)
- 2001: Tam i z powrotem – interesant
- 2002: Chopin. Pragnienie miłości – oficer
- 2002: Dzień świra – poseł
- 2002: E=mc² – członek komisji egzaminacyjnej
- 2002–2010: Samo życie – komisarz Adam Chrust
- 2002: Suplement – dyżurny w noclegowni dla bezdomnych
- 2003: Pianista – oficer SS
- 2003–2010: Na Wspólnej – konsultant
- 2004: Bulionerzy – Madera, pracownik marketingu „Bulionów Polskich” (odc. 10)
- 2004: Kryminalni – cywil (odc. 2)
- 2004: Pensjonat pod Różą – kelner (odc. 13)
- 2006–2007: Egzamin z życia – Adam Konieczny, porwany dziennikarz
- 2008: Wydział zabójstw – lekarz (odc. 1)
- 2010: M jak miłość – ksiądz (odc. 725)
- 2010: Usta usta – Robert (odc. 11)
- 2011: Pogodni – Andrzej Pogodny
- 2012: Lekarze – lekarz (odc. 3)
- 2013: Barwy szczęścia – lekarz (odc. 929)
- 2013: Pierwsza miłość – właściciel (odc. 1744)
- 2013: Hotel 52 – kierownik USC (odc. 86)
- 2014: Prawo Agaty – urzędnik (odc. 64)

### Lektor
- 2020–2022: Przysięga

#### Anime
- 1979: Ania z Zielonego Wzgórza (26 odcinków z dubbingiem angielskim)
- 1980: Przygody Tomka Sawyera (wersja lektorska TVN)
- 1989: Księga dżungli (lektorska wersja filmowa + 52 odcinków z dubbingiem angielskim)
- 1994: Królewna Śnieżka (52 odcinków z dubbingiem angielskim)
- 1995: Robin Hood (lektorska wersja filmowa)
- 1996: Zorro (lektorska wersja filmowa)
- 1997: Kopciuszek (lektorska wersja filmowa)

#### Seriale animowane
- 1975: Tom i Jerry (wersja lektorska TVN, TVN Style i TVN 7)
- 1995: Sylwester i Tweety na tropie (wersja lektorska Canal+ Family i Super Polsat)
- 2001: Ania z Zielonego Wzgórza (wersja lektorska TVP ABC)

#### Filmy telewizyjne
- 1989: Wykidajło (dystrybucja Imperial Entertainment)
- 2015: Adam i jego klony
- 2017: Kult laleczki Chucky

#### Filmy animowane
- 1940: Pinokio (lektorska wersja filmowa)
- 1950: Kopciuszek (wersja lektorska, TV Trwam)

### Dubbing

#### Seriale animowane
- 1983: Dookoła świata z Willym Foggiem jako
  - narrator,
  - Dix – inspektor Scotland Yardu, ścigający Fogga,
  - Ralph,
  - Transfer,
  - jeleń urządzający zakłady
- 1987: Nowy Testament
- 1987–1989: Baśnie braci Grimm jako
  - Żabi Król / książę (odc. Żabi Król)
  - kot w butach (odc. Kot w butach)
  - młodszy książę (odc. Woda życia)
  - Fryderyk, młody brat Józefiny (odc. Sinobrody)
  - Jaś (odc. Jaś i Zosia)
  - żołnierz (odc. Roztańczone Buty)
  - wysoki zbójca (odc. Roztańczone Buty)
  - Grześ (odc. Kryształowa Kula)
  - Sebastian (odc. Kryształowa Kula)
  - pan Lis (odc. Ślub panny Lisicy)
  - trójogoniasty lis (odc. Ślub panny Lisicy)
  - książę zmieniony w piec (odc. Żelazny Piecyk)
  - sługa (odc. Człowiek z żelaza)
  - ptasi król (odc. Tom sikorka i niedźwiedź)
  - ojciec myśliwego
- od 1997: Pokémon jako profesor Elm
- 2001–2008: Beyblade
- 2002–2006: Król Maciuś Pierwszy
- 2003: Edi i Miś
- 2003: Truskawkowe Ciastko: Niezwykłe przygody jako lektor
- 2009: Mikołajek jako
  - tata Mikołajka,
  - dyrektor,
  - doktor (odc. 8, 21)
- 2009–2011: Hot Wheels: Battle Force 5 jako lektor
- 2021: Pamiętnik Chrumasa jako
  - kosmonauta Juri (odc. 18),
  - szef Jeż (odc. 21)

#### Gry
- 2003: Might & Magic Heroes VI jako Aguirre, Biblioteka Bezimiennych, Kaspar, Kusznik, Tłumy

### Reżyseria dubbingu
- 2011: Truskawkowe Ciastko: Niezwykłe przygody
- 2015: Niesamowity świat April